# San Clemente (Córdoba)
San Clemente es una localidad situada en el departamento Santa María, provincia de Córdoba, Argentina.
Se encuentra situada a 25 km la ruta provincial N.º 5, y a 72 km de la Ciudad de Córdoba, por Ruta Nacional 20.
En la comuna se pueden encontrar restos de culturas prehispánicas de los Comechingones o Sanavirones.
San Clemente también fue posta del Camino Real.

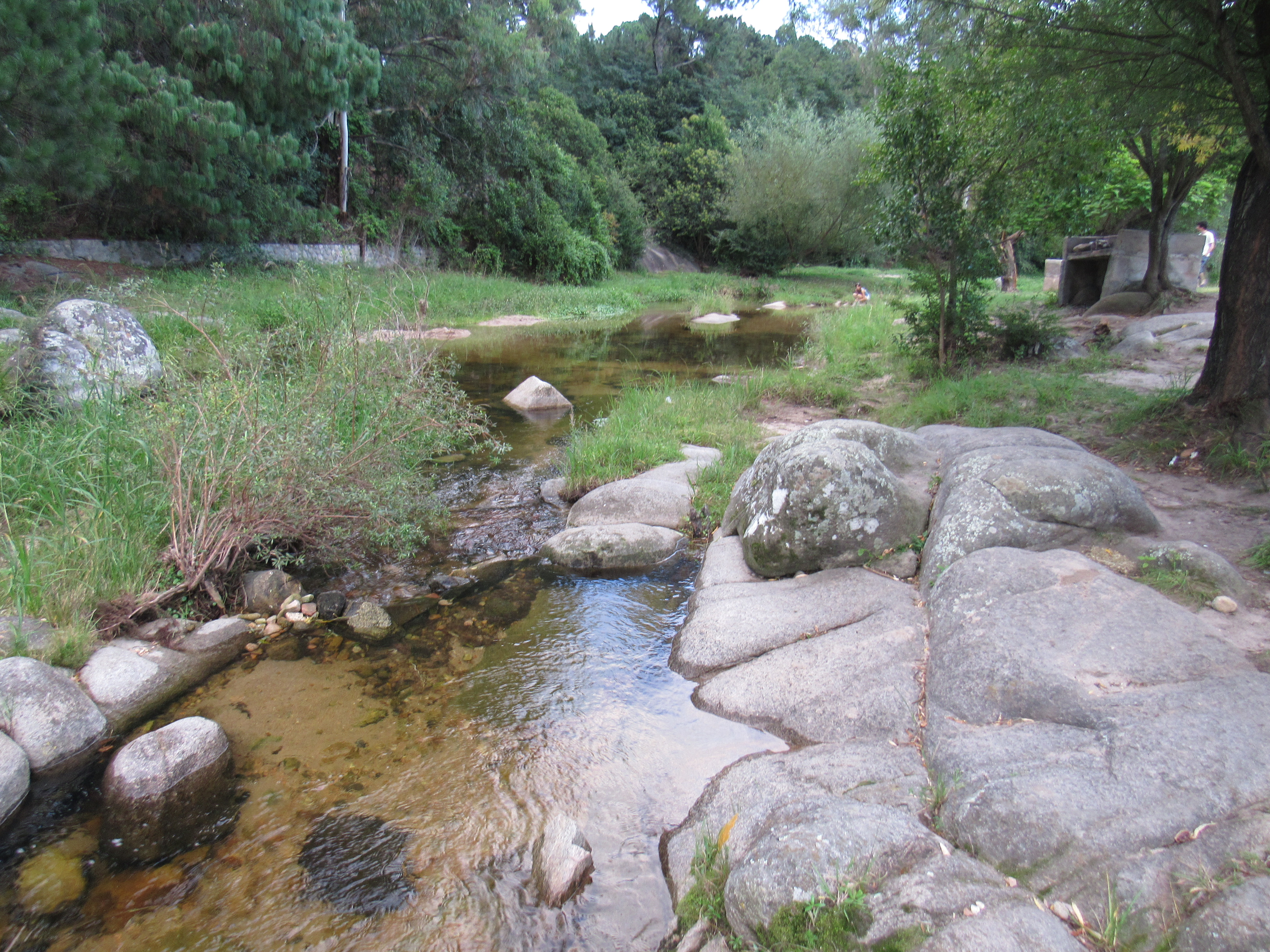
Arroyo Las Tazanas en San Clemente

La principal actividad económica es el turismo, debido a su paisaje serrano y sus ríos y arroyos.
Uno de los principales atractivos del lugar es la pesca de truchas en los ríos Sur, Condorito, San José, San Pedro y Los Espinillos.
También se realizan actividades como la equitación, el senderismo o el ciclismo de montaña.
La iglesia de Nuestra Señora de la Merced constituye también un importante atractivo.

## Población
Cuenta con 198 habitantes (Indec, 2022), lo que representa un descenso del 32% frente a los 134 habitantes (Indec, 2010) del censo anterior.
| Gráfica de evolución demográfica de San Clemente entre 1991 y 2022 |
|                                                                    |
| Fuente: Censos nacionales del INDEC                                |

## Sismicidad
La sismicidad de la región de Córdoba es frecuente y de intensidad baja, y un silencio sísmico de terremotos medios a graves cada 30 años en áreas aleatorias. Sus últimas expresiones se produjeron:
- 22 de septiembre de 1908 (116 años), a las 17.00 UTC-3, con 6,5 Richter, escala de Mercalli VII; ubicación 30°30′0″S 64°30′0″O / -30.50000, -64.50000; profundidad: 100 km; produjo daños en Deán Funes, Cruz del Eje y Soto, provincia de Córdoba, y en el sur de las provincias de Santiago del Estero, La Rioja y Catamarca[3]

- 16 de enero de 1947 (78 años), a las 2.37 UTC-3, con una magnitud aproximadamente de 5,5 en la escala de Richter (terremoto de Córdoba de 1947)[2]

- 28 de marzo de 1955 (70 años), a las 6.20 UTC-3 con 6,9 Richter: además de la gravedad física del fenómeno se unió el desconocimiento absoluto de la población a estos eventos recurrentes (terremoto de Villa Giardino de 1955)

- 7 de septiembre de 2004 (20 años), a las 8.53 UTC-3 con 4,1 Richter

- 25 de diciembre de 2009 (15 años), a las 21.42 UTC-3 con 4,0 Richter